# Czynnik PSI
Czynnik PSI – kanadyjski serial opowiadający o badaniach naukowców z Office of Scientific Investigation and Research (O.S.I.R) nad zjawiskami paranormalnymi.
Każdy odcinek stanowi niezależną całość i dotyczy innej sprawy. Czasem naukowcy z O.S.I.R. nie są w stanie wytłumaczyć przedstawianych zjawisk, jednak w większości przypadków udaje im się znaleźć racjonalne rozwiązanie. Poruszana tematyka jest bardzo różnorodna. Narratorem otwierającym i zamykającym akcję każdego odcinka jest brat twórcy serialu Petera Aykroyda - Dan Aykroyd.

## Obsada
- Nancy Anne Sakovich jako Lindsay Donner (wszystkie 88 odcinków)[2]
- Barclay Hope jako Peter Axon (88)
- Colin Fox jako prof. Anton Hendricks (88)
- Dan Aykroyd jako on sam/narrator (88)
- Soo Garay jako dr Claire Davison (54)
- Matt Frewer jako Matt Prager (49)
- Peter MacNeill jako Ray Donahue (40)
- Nigel Bennett jako Frank Elsinger (39)
- Maurice Dean Wint jako dr Curtis Rollins (28)
- Paul Miller jako prof. Connor Doyle (23)
- Joanne Vannicola jako Mia Stone (22)
- Peter Blais jako Lennox „L.Q.” Cooper (20)
- Michael Moriarty jako Michael Kelly (10)
- Lindsay Collins jako dr Sandra Miles (7)
- Lisa LaCroix jako dr Natasha Constantine (7)
- Heather Bertram jako Dana Praeger (6)
- Anthony Lemke jako Marc Hagan (5)
- Kathryn Winslow jako Kanika Nazario (5)
- Michael Ricupero jako oficer Watson (4)
- Ted Ludzik jako bestia (4)
- Tamara Gorski jako dr Alexandra Corliss (4)
- Terri Hawkes jako Kate Azzopardi (3)
- Peter Kosaka jako Henry Pak (3)
- Jonathan Potts jako Grant Tessler (3)
- Craig Eldridge jako ojciec Thomas (3)
- Markus Parilo jako człowiek z bródką (3)
- Scott Wickware jako strażak Stevens (3)
- Brian Heighton jako Wilkinson (3)

W epizodach wystąpili m.in.: Ryan Gosling, Linda Blair, Graham Greene, Michael Ontkean, Emmanuelle Chriqui, a także znany pisarz sf Harlan Ellison.

## Emisja
W Polsce Czynnik PSI był emitowany w telewizji RTL7, później w Tele 5.
Wersja Polska: HBO Polska
Tekst: Jacek Wasilewski
Czytał: Jacek Brzostyński